# James Pond 3: Operation Starfish
James Pond 3: Operation Starfish (también escrito Operación Starfi5h, después de estar al servicio del FI5.H) es un videojuego para Mega Drive.
El juego también fue lanzado para  Amiga y Amiga CD32, Super Nintendo y Sega Game Gear. Operación Starfish es el tercer juego y último James Pond. También es el único que salió para los estándares AGA de Amiga: el Amiga 1200, el Amiga 4000 y CD32.

## Argumento
Después de su derrota en   Robocod, el Dr. Quizás se entera del queso de alta calidad que se encuentra en la Luna. Contrata la mano de obra de las ratas, el Dr. Quizás comienza la extracción del queso para que pueda conquistar los mercados mundiales y financiar sus operaciones. Con el fin de detener el Dr. Quizás, James Pond, junto con su nuevo compañero, Rana Finnius, el viaje a la luna con el fin de poner fin a la Dr. Quizás  y su explotación minera.

## Juego
El modo de juego en Starfish es similar al juego Super Mario World. El mapa de la Luna consta de varios niveles relacionados con las vías. Basado en la leyenda humorística que la Luna está hecha de queso, todos los niveles aluden a productos lácteos distintos, como "El jardín de  Edam", en referencia al Jardín de Edén. A Pond le permiten caminar sobre la superficie de la Luna unas botas especiales que incluso le hacen caminar boca abajo. Operación Starfish es uno de los más grandes juegos que puedan adoptarse para la Sega Mega Drive. El objetivo de cada nivel es encontrar uno de sus faros de comunicación y romperlos. Algunos requieren la activación de balizas primero mediante la búsqueda de tazas especiales.